# Vijačani Gornji
Vijačani Gornji (cyr. Вијачани Горњи) – wieś w Bośni i Hercegowinie, w Republice Serbskiej, w gminie Čelinac. W 2013 roku liczyła 362 mieszkańców.